# Palácio da Justiça de Campinas

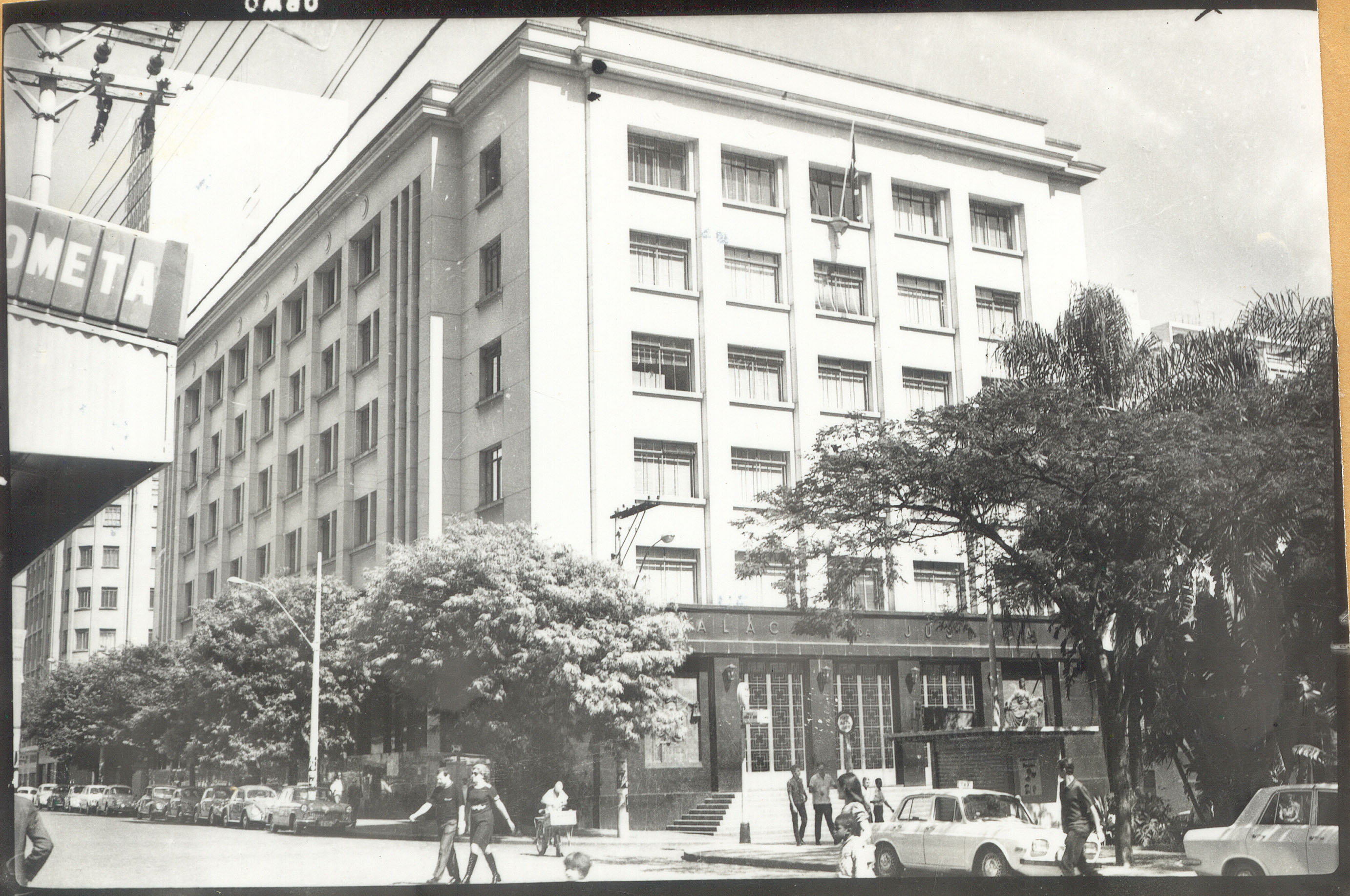
Palácio da Justiça (Campinas)

O prédio do Palácio da Justiça de Campinas foi inaugurado em 1942. Tem relação direta com a intervenção feita na cidade com o Plano de Melhoramentos Urbanos projetado por Prestes Maia, marcado pela estética urbana e a valorização da paisagem. O Palácio foi construído no terreno aos fundos da antiga Igreja de Nossa Senhora do Rosário, que foi demolida por conta do mesmo plano no ano de 1956.

## História

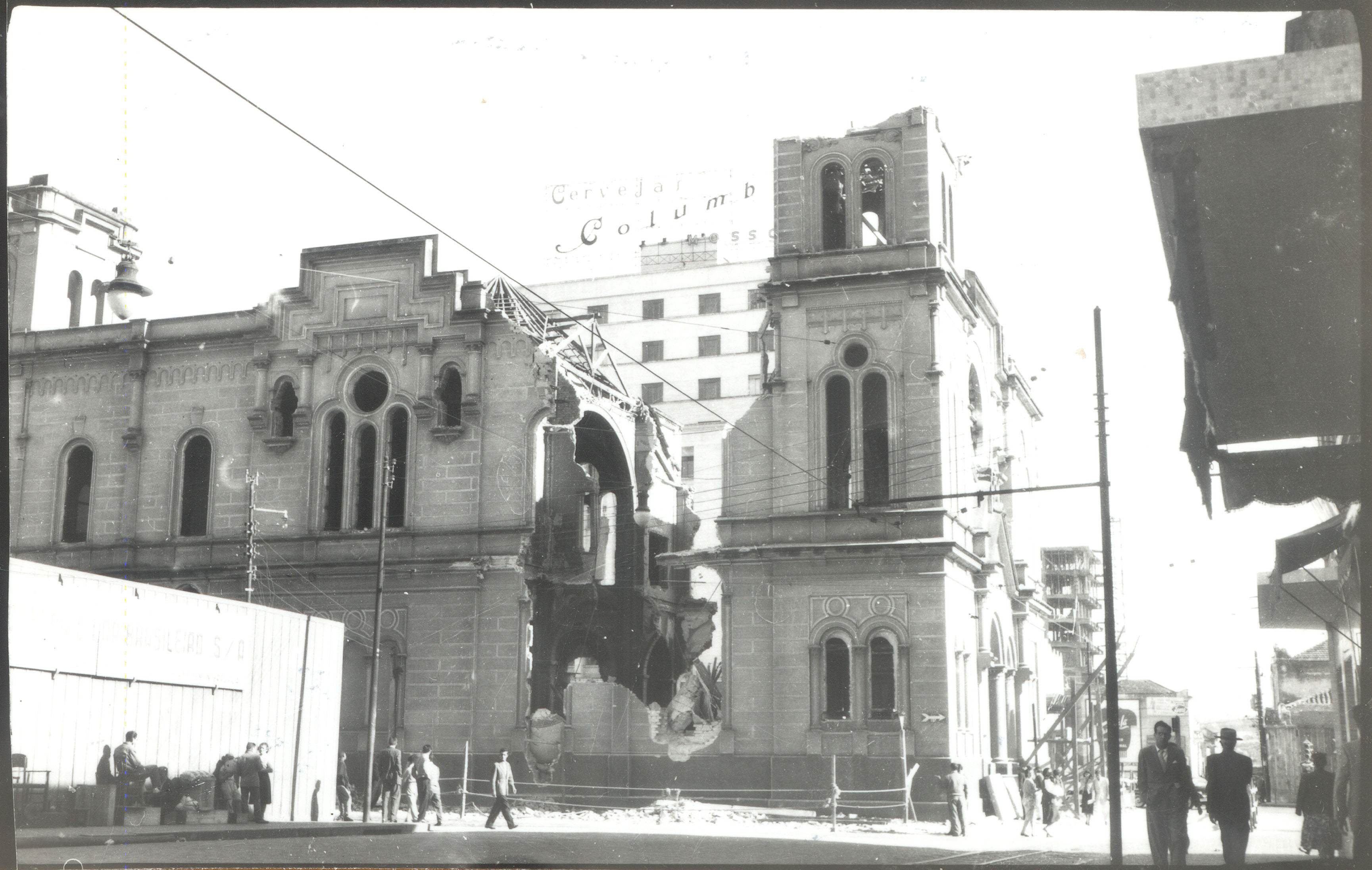
Demolição da Igreja do Rosário (1956), que se situava próxima ao Palácio da Justiça

Sede do antigo Fórum de Campinas, o Palácio da Justiça é um dos prédios públicos da cidade mais populares. Ele já abrigou todas as repartições referentes a ações judiciais do município, porém hoje poucas são realizadas nele, principalmente após a inauguração da Cidade Judiciária.  
Está localizado em frente ao Largo do Rosário e da praça Guilherme de Almeida. É um edifício tombado desde 2010. 

## Arquitetura
O prédio foi projetado pelo engenheiro e arquiteto José Maria da Silva Neves, com um grande poço de ventilação e iluminação central interna. O acabamento é de mármore em todas as áreas de circulação e elevadores. Tanto a alta porta principal de acesso quanto as laterais têm esquadrias de ferro com gradis formando desenhos geométricos. Na fachada principal estão duas imagens alusivas à justiça.